# 庄内村 (鳥取県)
庄内村（しょうないそん）は、鳥取県西伯郡にあった村。現在の西伯郡大山町の一部にあたる。

## 地理
- 海洋：日本海[3]
- 河川：阿弥陀川[2]、川手川[4]、名和川[3]、蛇の川[5]
- 山岳：大山[5]

## 歴史
- 1889年（明治22年）10月1日、町村制の施行により、汗入郡富長村、大塚村、古御堂村、押平村、茶畑村、高田村が合併して村制施行し、庄内村が発足[1][2]。旧村名を継承した富長、大塚、古御堂、押平、茶畑、高田の6大字を編成[2]。
- 1896年（明治29年）4月1日、郡の統合により西伯郡に所属[2]。
- 1954年（昭和29年）4月1日、西伯郡御来屋町、名和村、光徳村と合併し名和町を新設して廃止された[1][2]。合併後、名和町大字富長・大塚・古御堂・押平・茶畑・高田となる[2]。

### 地名の由来
この地方を古くから庄内と称したことによる。

## 産業
- 農業[2]
- 産物：米、麦、繭、瓦、履物[2]

## 教育
- 1892年（明治25年）庄内小学校開校[5]。1897年（明治30年）大字古御堂に統合新校舎完成[5]。

## 陸軍施設
- 軍馬補充部大山支部[3]